# José Antonio Molina Sánchez
José Antonio Molina Sánchez (Murcia, España, 20 de junio de 1918 - 16 de diciembre de 2009) fue un pintor español  que formó parte de la generación de posguerra, vinculado a la pintura murciana del siglo XX. Su obra combinó elementos tradicionales y modernos, con una evolución estilística que abarcó desde la figuración objetiva hasta una pintura con influencias espiritualistas. Su producción incluyó una notable presencia de figuras angelicales y estuvo influida por el arte renacentista, así como por diversas corrientes europeas contemporáneas.

## Infancia y formación
Molina Sánchez nació en Murcia en el seno de una familia acomodada. Su padre, practicante de medicina, falleció cuando el artista tenía cinco años y poco después perdió también a su madre, Remedios Sánchez Abellán. Quedó al cuidado de su familia materna y paterna, alternando entre un entorno intelectual y otro de raíces populares. Desde temprana edad mostró interés por el arte, realizando dibujos inspirados en ilustraciones literarias y mapas.
Su primera aproximación formal a la pintura se produjo a través de su formación en la Escuela de Artes y Oficios de Murcia, donde estudió modelado con el escultor José Planes. También recibió influencias de artistas como Almela Costa y Luis Garay, además de asistir a la Real Sociedad Económica de Amigos del País, donde tuvo contacto con Sánchez Picazo. En 1934, con 16 años, participó en la Exposición-Salón de Primavéra de Murcia, marcando el inicio de su presencia en el circuito artístico.
Durante la década de 1940 amplió su formación en la Escuela Superior de Bellas Artes de San Carlos en Valencia. En 1942 se trasladó a Madrid, donde entabló amistad con el pintor Antonio Gómez Cano y tuvo la oportunidad de exponer junto a artistas como Daniel Vázquez Díaz. También colaboró como ilustrador en publicaciones como El Español y Vértice y realizó estudios en el Museo del Prado.

## Trayectoria artística
En 1945 realizó su primera exposición individual en Madrid. En 1948 expuso en Lisboa y residió en Portugal durante casi un año, estableciendo contacto con el ámbito artístico local. En 1953 recibió una beca de la Delegación Nacional de Educación que le permitió viajar por Italia y Francia, donde estudió el arte renacentista y contemporáneo. Durante esta década participó en la Exposición Nacional de Bellas Artes y en eventos internacionales como la Bienal de Venecia. También expuso en ciudades europeas como Estrasburgo y Basilea y fue distinguido con la Palma de Oro en la Exposición de Artistas del Sureste (Elche).
En 1965 viajó a África, recorriendo Angola, Sudáfrica y Mozambique. Aunque no adoptó elementos del arte vernáculo africano, la experiencia influyó en su obra a través del color y la textura. Durante los dos años siguientes, su producción reflejó estas influencias, y expuso en Estoril y Aveiro.
A lo largo de su carrera, obtuvo numerosos premios, incluyendo la Tercera Medalla de Pintura en la Exposición Nacional de Bellas Artes (1957), la Medalla de Bronce en la Bienal de Alejandría (1961) y la Espiga de Oro en la Exposición Nacional de Albacete (1964). Sin embargo, a partir de 1969 dejó de participar en concursos, manteniendo una postura independiente respecto a las corrientes dominantes.

## Estilo y legado
La obra de Molina Sánchez evolucionó desde una figuración académica hacia un lenguaje personal con influencias simbólicas y espiritualistas. Su producción se caracterizó por un proceso de refinamiento constante, con una importante influencia de sus estudios del arte renacentista y sus viajes internacionales. Su uso del color y la textura se amplió tras su estancia en África, aunque sin incorporar elementos del arte autóctono.
Molina Sánchez evitó activamente la autopromoción de su obra y se mantuvo al margen de las corrientes artísticas predominantes. Su trabajo ha sido reconocido dentro del ámbito de la pintura murciana del siglo XX y su legado continúa siendo objeto de estudio y exposición.

Molina Sánchez concebía su arte como un medio de expresión de sus ideas y creencias. En una de sus declaraciones afirmó:
Defiendo mis ideas a través de mis ángeles
reflejando así la dimensión espiritual que impregnaba muchas de sus obras.
Falleció en Murcia el 16 de diciembre de 2009, dejando un legado que sigue siendo valorado en el ámbito artístico y cultural de la región.

## Recepción y crítica
La crítica destacó la capacidad de Molina Sánchez para equilibrar influencias sin perder su identidad pictórica. José Castro Arines resaltó su dominio compositivo, mientras que A. M. Campoy subrayó la evolución de su obra, desde la casi abstracción hasta una figuración depurada y expresiva.
A nivel internacional, críticos como Arnold Kohler y Hans Krattiger elogiaron la profundidad emocional de su pintura y su uso del color como estructura visual. En España, Luis López Anglada y Antonio Martínez Cerezo enfatizaron su estilo singular y la carga simbólica de sus obras, destacando su habilidad para dotar de alma a sus personajes.
El reconocimiento en exposiciones y premios consolidó su prestigio, situándolo como un puente entre tradición y modernidad, con referencias renacentistas y una experimentación formal que definió su legado en la pintura española del siglo XX.